# Бірськ
Бірськ (рос. Бирск, башк. Бөрө) — місто, центр Бірського району Башкортостану, Росія. Адміністративний центр Бірського міського поселення.

## Географія
Місто розташоване на правому березі річки Біла, за 102 км від Уфи.

## Історія
Місто виникло 1574 року під назвою село Архангельське одночасно з містом Уфа як опорний пункт на середині шляху від річки Ками до річки Уфи. Село, спалене під час башкирського повстання (XVII–XVIII ст.), 1663 року було побудовано наново, стало Бірськом. У 1781 році Бірськ отримав статус міста.

## Населення
Населення — 41635 осіб (2010; 39992 у 2002).

## Соціальна сфера
- Бірська державна соціально-педагогічна академія
- Бірський філіал Уфимської державної академії економіки і сервісу
- Бірський медико-фармацевтичний коледж

## Відомі люди
- Лаврик Олександр Хомич (1907-1981) — український кінооператор